# Phanoxyla mongoliana
Phanoxyla mongoliana är en fjärilsart som beskrevs av Butler 1875. Phanoxyla mongoliana ingår i släktet Phanoxyla och familjen svärmare. Inga underarter finns listade i Catalogue of Life.